# Эндзё-косай
Эндзё-косай (яп. 援助交際 — оплачиваемые свидания) — практика, первоначально возникшая в Японии, при которой мужчины среднего и старшего возраста проводят время с молодыми женщинами, покупая их время за деньги и/или подарки. Как правило, в эндзё-косай участвуют женщины от учениц старших классов до молодых домохозяек. Времяпрепровождение может включать в себя как совместные развлечения в общественных местах, так и услуги более интимного характера. Широко распространено заблуждение, что в эндзё-косай обязательно входят сексуальные услуги.

## Описание
Термин первоначально возник в начале 1990-х годов в Японии, позже был распространён на другие страны Юго-Восточной Азии, в частности на Тайвань, Южную Корею, Гонконг, где также наблюдалось подобное явление. Первые сообщения о школьницах, предоставляющих сексуальные услуги, появились в Японии ещё в середине 1970-х годов.
В Японии нет единой точки зрения на то, что входит в понятие эндзё-косай. Распространено мнение, что это просто одна из форм подростковой проституции, так как девушки продают себя за деньги и дизайнерские вещи.
Общественные группы, занимающиеся изучением эндзё-косай, включают в определение «время девушки и её общество», не акцентируя внимания на интимной части досуга. По мнению некоторых исследователей, большинство свиданий эндзё-косай не выходят за рамки похода девушек и старших мужчин в караоке-бар или ресторан с оплатой времени девушек.

## Отношение
В Японии эндзё-косай рассматривается как социальная проблема, прежде всего из-за обвинений в адрес девушек в бездуховности и излишнем увлечении материальными ценностями. Среди причин этого явления исследователи называют становление общества потребления в Японии, которое влечёт за собой стремление молодых девушек к повышению социального статуса путём приобретения дорогих брендовых вещей, на деньги, которые они не могут получить от родителей. Кроме того, сами родители не уделяют внимания своим подрастающим детям, поскольку заняты работой, которая в Японии часто бывает и сверхурочной.
Лишь с конца 1990-х годов на практику эндзё-косай был наложен юридический запрет: закон от 1999 года предусматривает уголовную ответственность за оплачиваемый секс с лицами, не достигшими совершеннолетнего возраста (18 лет). До этого времени возраст согласия составлял 13 лет: японские власти были вынуждены повысить планку под давлением западных наблюдателей. Однако несмотря на этот и другие законы, принятые правительством с целью ликвидировать подростковую проституцию, предпринятые меры никак не сказались на продолжающемся росте количества школьниц, которые предлагают интимные услуги за деньги.